# Râul Zizin
Râul Zizin este un curs de apă, afluent al râului Tărlung. Se formează la confluența a două brațe Dungu și Dobromiru